# Център за изстрелване на спътници Тайюен
Центърът за изстрелване на спътници Тайюен (на китайски: 太原卫星发射中心, на пинин: Tàiyuán Wèixīng Fāshè Zhōngxīn) е китайска ракетна площадка и космодрум.
Намира се в северната част на страната в провинция Шанси. Тайюен е един от трите китайски космодрума. Открит е 1966 г., а през 1968 г. започва да функционира напълно. Центърът се намира на 1500 м надморска височина и сухият въздух го прави идеална ракетна площадка.
Основно Тайюен се използва за изстрелване на метеорологични и наблюдателни спътници. За ракета-носител се използва Чан Джън, която извежда спътниците в слънчево-синхронизирана околоземна орбита. Площадката се използва и за изстрелване на МКБР.
Космодрумът притежава добре усъвършенствани технически център и командно-контролен център. Обслужва се от две странични железопътни линии, свързани с централната линия Нингу-Келан.